# Happening
O happening (traduzido do inglês, "acontecimento") é uma forma de expressão das artes visuais que, de certa forma, apresenta características das artes cênicas. Neste tipo de obra, quase sempre planejada, incorpora-se algum elemento de espontaneidade ou improvisação, que nunca se repete da mesma maneira a cada nova apresentação.
Apesar de ser definida por alguns historiadores como um sinônimo de performance, o happening é diferente porque, além do aspecto de imprevisibilidade, geralmente envolve a participação direta ou indireta do público espectador. Para o compositor John Cage, os happenings eram "eventos teatrais espontâneos e sem trama".
O termo happening, como categoria artística, foi utilizado pela primeira vez pelo artista Allan Kaprow, em 1959. Como evento artístico, acontecia em ambientes diversos, geralmente fora de museus e galerias, nunca preparados previamente para esse fim.
Na pop art, artistas como Kaprow e Jim Dine, programavam happennings com o intuito de "tirar a arte das telas e trazê-la para a vida". Robert Rauschenberg, em Spring Training (traduzido do inglês, "Treino de Primavera"), alugou trinta tartarugas para soltá-las sobre um palco escuro, com lanternas presas nos cascos. Enquanto as tartarugas emitiam luzes em direções aleatórias, o artista perambulava entre elas vestindo calças de jóquei. No final, sobre pernas-de-pau, Rauschenberg jogou água em um balde de gelo seco preso a sua cintura, levantando nuvens de vapor ao seu redor. Ao terminar o happening, o artista afirmou: "As tartarugas foram verdadeiras artistas, não foi?".
Durante o movimento Provo, de 1964 a 1966, os membros do grupo faziam happenings nas praças de Amsterdã.

## Principais artistas
- Allan Kaprow
- Claes Oldenburg
- John Cage
- Robert Rauschenberg
- Roy Lichtenstein
- Wolf Vostell
- Joseph Beuys
- Nam June Paik